# 汇龙潭公园

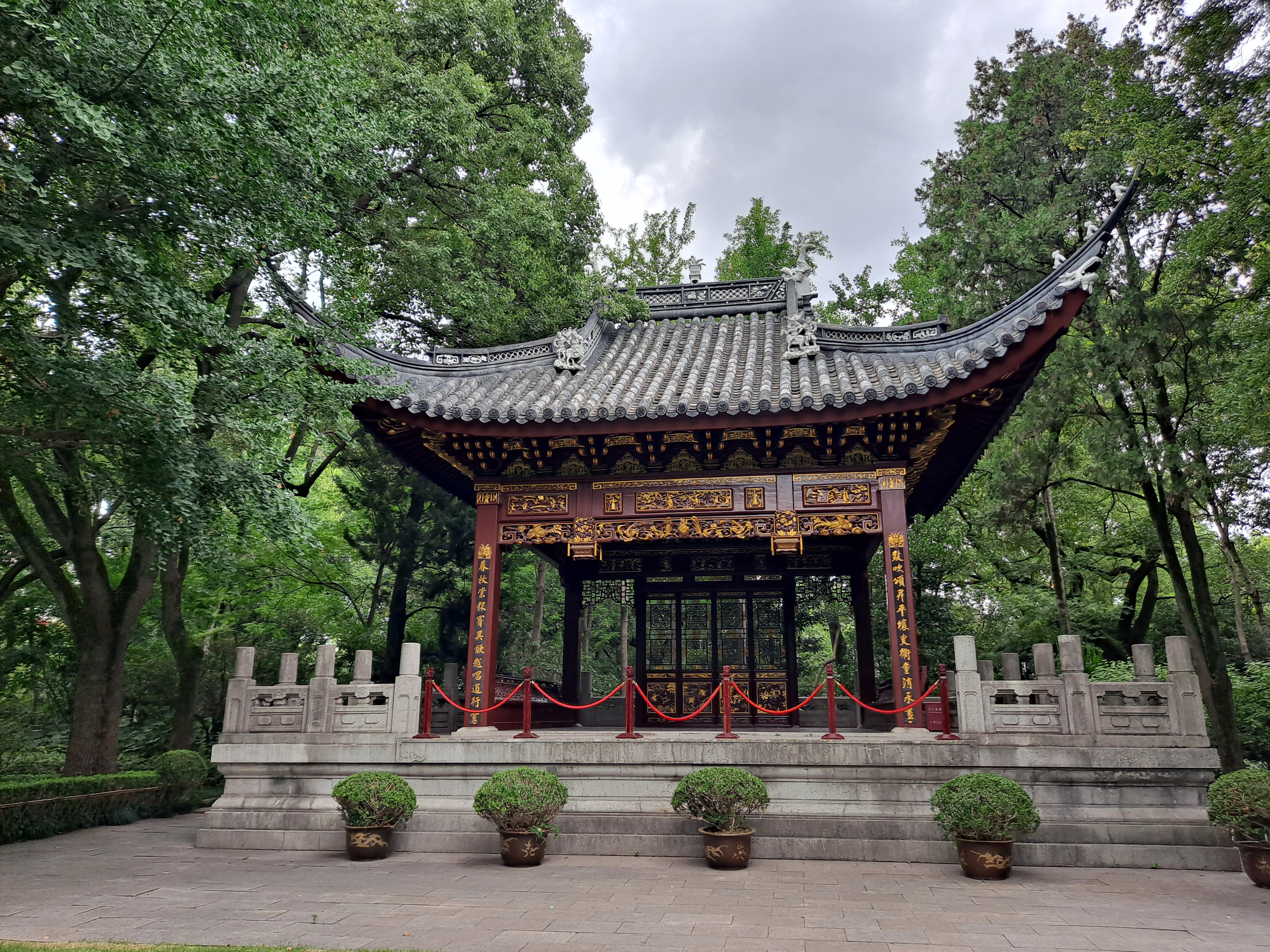
汇龙潭公园百鸟朝凤台

汇龙潭公园是中華人民共和國上海市嘉定區的一個公園，面積4.8公頃。明朝萬曆十六年（1588年），當地修建水池，名為匯龍潭。中華民國18年（1929年），匯龍潭與周邊景色被闢為奎山公園，這是嘉定最早的公園。抗日戰爭爆發後，奎山公園遭遇嚴重破壞。20世紀70年代末，當地開始對奎山公園遺址進行修葺，重建的公園於1979年6月1日對外開放，並更名為匯龍潭公園。1984年3月12日，二期工程竣工並對外開放。